# Micropera fuscolutea
Micropera fuscolutea är en orkidéart som först beskrevs av John Lindley, och fick sitt nu gällande namn av Leslie Andrew Garay. Micropera fuscolutea ingår i släktet Micropera och familjen orkidéer. Inga underarter finns listade i Catalogue of Life.